# Wachau (Sachsen)
Wachau är en kommun i Landkreis Bautzen i östra Sachsen, Tyskland. Kommunen har cirka 4 300 invånare.
Wachau ligger i dalen Saugraben mellan Timmelsberg (259 m ö.h.), Orlberg (217 m ö.h.), und Steinberg (264 m ö.h.) i östra Sachsen på gränsen till naturskyddsområdet Westlausitz. Wachau ligger precis vid A4. Dresden ligger ungefär 15 km härifrån och Radeberg 4 km.

## Ortsteile
Följande Ortsteile ligger i Wachau: Feldschlößchen, Leppersdorf, Lomnitz, Seifersdorf och Wachau.

## Historia
1218 nämndes Wachau för första gången i skrift. Under medeltiden gick Alte Salz- oder Glasstraße förbi här. Det var en transportväg från Schluckenau i Böhmen till Leipzig respektive Halle.